# Sufetula anania
Sufetula anania is een vlinder uit de familie van de grasmotten (Crambidae), uit de onderfamilie van de Lathrotelinae. De wetenschappelijke naam van deze soort is voor het eerst gepubliceerd in 2019 door Maria Alma Solis, James Hayden, Freddy Vargas Sanabria, Francisco Gonzalez, Carlos Sanabria Ujueta en Connor J. Gulbronson.

## Verspreiding
De soort komt voor in Costa Rica.

## Waardplanten
De rups voedt zich met het wortelstelsel van Ananas comosus (Bromeliaceae).